# Hubert Hahne
Hubert Hahne (Moers, 28 marzo 1935 – Düsseldorf, 24 aprile 2019) è stato un pilota automobilistico tedesco, vincitore del Campionato Europeo Turismo nel 1966.

## Carriera

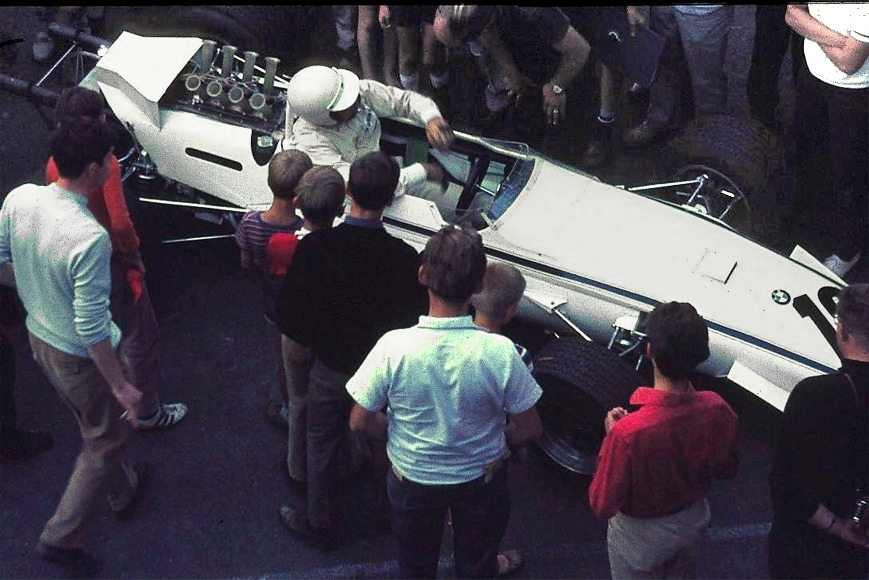
Hahne al Gran Premio di Germania 1968

Hahne iniziò la propria carriera di pilota negli anni cinquanta. Fu uno dei protagonisti del ETCC, categoria nel quale si laureò campione nel 1966 alla guida di una BMW. Lo stesso anno fu il primo con una vettura turismo a scendere sotto il tempo di dieci minuti al Nürburgring, girando in 9:58,5 e prese parte, guidando una Matra di Formula 2, al Gran Premio di Germania 1966 e concludendo nono.
Negli anni seguenti partecipò varie volte all'appuntamento in terra tedesca del mondiale di Formula 1. Nel 1970, a bordo di una March privata, da lui stesso acquistata, mancò la qualificazione. Decise quindi di avviare un'azione legale contro l'associazione dei costruttori Britannici, accusandoli di averlo truffato e venduto una vettura poco competitiva. Quando, però, Ronnie Peterson, pilota ufficiale della March, utilizzò la vettura in una sessione di test registrando ottimi tempi, Hahne ritirò la denuncia e decise di abbandonare il mondo delle corse.

## Risultati

### Risultati in Formula 1
| 1966 | Scuderia | Vettura        |  |  |  |  |  |   |  |  |  |  |  |  |  | Punti | Pos. |
| ---- | -------- | -------------- |  |  |  |  |  | - |  |  |  |  |  |  |  | ----- | ---- |
| 1966 | Tyrrell  | Matra MS5 (F2) |  |  |  |  |  | 9 |  |  |  |  |  |  |  | 0     |      |

| 1967 | Scuderia                    | Vettura   |  |  |  |  |  |  |     |  |  |  |  |  |  | Punti | Pos. |
| ---- | --------------------------- | --------- |  |  |  |  |  |  | --- |  |  |  |  |  |  | ----- | ---- |
| 1967 | Bayerische Motoren Werke AG | Lola T100 |  |  |  |  |  |  | Rit |  |  |  |  |  |  | 0     |      |

| 1968 | Scuderia                    | Vettura   |  |  |  |  |  |  |  |    |  |  |  |  |  | Punti | Pos. |
| ---- | --------------------------- | --------- |  |  |  |  |  |  |  | -- |  |  |  |  |  | ----- | ---- |
| 1968 | Bayerische Motoren Werke AG | Lola T102 |  |  |  |  |  |  |  | 10 |  |  |  |  |  | 0     |      |

| 1969 | Scuderia                    | Vettura      |  |  |  |  |  |  |    |  |  |  |  |  |  | Punti | Pos. |
| ---- | --------------------------- | ------------ |  |  |  |  |  |  | -- |  |  |  |  |  |  | ----- | ---- |
| 1969 | Bayerische Motoren Werke AG | BMW 269 (F2) |  |  |  |  |  |  | NP |  |  |  |  |  |  | 0     |      |

| 1970 | Scuderia       | Vettura   |  |  |  |  |  |  |  |    |  |  |  |  |  | Punti | Pos. |
| ---- | -------------- | --------- |  |  |  |  |  |  |  | -- |  |  |  |  |  | ----- | ---- |
| 1970 | Pilota privato | March 701 |  |  |  |  |  |  |  | NQ |  |  |  |  |  | 0     |      |

| Legenda | 1º posto     | 2º posto | 3º posto    | A punti         | Senza punti/Non class.  | Grassetto – Pole position Corsivo – Giro più veloce |
| Legenda | Squalificato | Ritirato | Non partito | Non qualificato | Solo prove/Terzo pilota | Grassetto – Pole position Corsivo – Giro più veloce |

### Risultati in Formula 2
| Stagione | Team                     | 1      | 2     | 3      | 4      | 5       | 6      | 7       | 8   | 9     | 10      | Punti | Pos. |
| -------- | ------------------------ | ------ | ----- | ------ | ------ | ------- | ------ | ------- | --- | ----- | ------- | ----- | ---- |
| 1967     | Bayerische Motoren Werke | SNE NP | SIL   | NÜR 4  | HOC    | TUL     | JAR    | ZAN     | PER | BRH 9 | VAL Rit | 7     | 12º  |
| 1968     | Bayerische Motoren Werke | HOC    | THR   | JAR    | ZOL    | CRY     | TUL    | ZAN     | PER | HOC 7 | VAL 10  | 0     | NC   |
| 1969     | Bayerische Motoren Werke | THR 12 | HOC 2 | NÜR 4  | JAR 5  | TUL 7   | PER NP | VAL Rit |     |       |         | 28    | 2º   |
| 1970     | Bayerische Motoren Werke | THR NQ | HOC 4 | MON NQ | CRY NQ | PER Rit | TUL    | IMO     | HOC |       |         | 3     | 13º  |

### Risultati nel Campionato internazionale gran turismo
| 1962 | Scuderia                     | Vettura | Stati Uniti (bandiera) | Stati Uniti (bandiera) | Stati Uniti (bandiera) | Italia (bandiera) | Italia (bandiera) | Germania Ovest (bandiera) | Germania Ovest (bandiera) | Francia (bandiera)        | Francia (bandiera)        | Italia (bandiera)  | Regno Unito (bandiera)    | Germania Ovest (bandiera) | Stati Uniti (bandiera) | Stati Uniti (bandiera)    | Francia (bandiera)        |                        |                     |                           |                        |                    |                    |                        |
| ---- | ---------------------------- | ------- | ---------------------- | ---------------------- | ---------------------- | ----------------- | ----------------- | ------------------------- | ------------------------- | ------------------------- | ------------------------- | ------------------ | ------------------------- | ------------------------- | ---------------------- | ------------------------- | ------------------------- | ---------------------- | ------------------- | ------------------------- | ---------------------- | ------------------ | ------------------ | ---------------------- |
| 1962 | Renngemeinschaft Nürburgring | BMW 700 |                        |                        |                        |                   |                   | 13                        |                           |                           |                           |                    |                           |                           |                        |                           |                           |                        |                     |                           |                        |                    |                    |                        |
| 1963 | Scuderia                     | Vettura | Stati Uniti (bandiera) | Stati Uniti (bandiera) | Stati Uniti (bandiera) | Italia (bandiera) | Belgio (bandiera) | Italia (bandiera)         | Germania Ovest (bandiera) | Italia (bandiera)         | Germania Ovest (bandiera) | Francia (bandiera) | Italia (bandiera)         | Germania Ovest (bandiera) | Francia (bandiera)     | Germania Ovest (bandiera) | Italia (bandiera)         | Regno Unito (bandiera) | Svizzera (bandiera) | Germania Ovest (bandiera) | Italia (bandiera)      | Italia (bandiera)  | Francia (bandiera) | Stati Uniti (bandiera) |
| 1963 | Willi Martini                | Martini |                        |                        |                        |                   |                   |                           | 29                        |                           |                           |                    |                           |                           |                        |                           |                           |                        |                     |                           |                        |                    |                    |                        |
| 1964 | Scuderia                     | Vettura | Stati Uniti (bandiera) | Stati Uniti (bandiera) | Italia (bandiera)      | Italia (bandiera) | Belgio (bandiera) | Italia (bandiera)         | Germania Ovest (bandiera) | Germania Ovest (bandiera) | Francia (bandiera)        | Francia (bandiera) | Germania Ovest (bandiera) | Italia (bandiera)         | Regno Unito (bandiera) | Svizzera (bandiera)       | Germania Ovest (bandiera) | Italia (bandiera)      | Francia (bandiera)  | Stati Uniti (bandiera)    | Stati Uniti (bandiera) | Francia (bandiera) |                    |                        |
| 1964 | Hubert Hahne                 | BMW 700 |                        |                        |                        |                   |                   |                           |                           |                           |                           |                    |                           |                           |                        |                           | Rit                       |                        |                     |                           |                        |                    |                    |                        |

### Risultati nel Campionato internazionale sportprototipi
| 1968 | Scuderia         | Vettura  | Stati Uniti (bandiera) | Stati Uniti (bandiera) | Regno Unito (bandiera) | Italia (bandiera) | Italia (bandiera) | Germania Ovest (bandiera) | Belgio (bandiera) | Stati Uniti (bandiera) | Austria (bandiera) | Francia (bandiera) |
| ---- | ---------------- | -------- | ---------------------- | ---------------------- | ---------------------- | ----------------- | ----------------- | ------------------------- | ----------------- | ---------------------- | ------------------ | ------------------ |
| 1968 | Alan Mann Racing | Ford P68 |                        |                        |                        |                   |                   |                           | Rit               |                        |                    |                    |

### Risultati ai 1000 km del Nürburgring
| Anno    | Scuderia      | Costruttore | Vettura | Numero | Categoria       | Classe | Co-Pilota       | Giri | Risultato di classe | Risultato assoluto |
| ------- | ------------- | ----------- | ------- | ------ | --------------- | ------ | --------------- | ---- | ------------------- | ------------------ |
| 1963    | Willi Martini | Martini     | Martini | 77     | Sport prototipo | P 850  | Heinz Schreiber | 35   | 2°                  | 26°                |
| Legenda |               |             |         |        |                 |        |                 |      |                     |                    |